# Inger Modin-Hülphers
Ingeborg Hülphers, ogift Modin, känd som Inger Modin-Hülphers, född 25 juli 1905 i Lindesberg, död 2 juli 1956 i Sollentuna församling, var en svensk skulptör. 1984 blev hon första intendenten för konsthantverkskollektivet Blås & Knåda.
Inger Modin-Hülphers var dotter till prosten Victor Modin och Ingrid Weman. Hon var gift 1931–1950 med kammarskrivaren Sven Folke Hülphers (1893–1954).

## Offentliga verk i urval
- Jordgloben i Stadsparken i Västervik, 1933[4]
- Brunn i Järnvägsparken i Lindesberg